# Isola delle Femmine
Isola delle Femmine (in siciliano Ìsula) è un comune italiano di 6 933 abitanti della città metropolitana di Palermo in Sicilia.

## Geografia fisica

### Territorio
Il territorio comunale, tra i meno estesi della provincia, è posto alle pendici di pizzo Mollica e montagna Raffo Rosso e comprende l'omonimo isolotto, detto anche Isola di Fuori. Il territorio è regolare e pianeggiante e le coste sono basse e la maggior parte rocciose.

### Clima
Isola delle Femmine ha un clima prettamente mediterraneo, e quindi caldo e secco in estate e con precipitazioni concentrate soprattutto nel semestre invernale. Nei mesi più freddi non sono infrequenti i temporali e le tempeste di vento, ma le temperature non arrivano mai allo zero. Il valore più basso registrato dalla storica stazione meteo di Isola delle Femmine è stato di +1,4 °C durante l'ondata di freddo (che portò la neve quasi sulle coste) del 31 gennaio 1962. Le stagioni estive, anche se calde, sono costantemente ventilate (grazie anche alle brezze che soffiano frequentemente lungo le coste siciliane) e generalmente non eccessivamente umide, fattori che contribuiscono a rendere piacevole il soggiorno ai numerosi turisti che arrivano in zona.
La media termica annuale è di circa 20 °C, il mese più freddo è gennaio, ma le medie delle minime non scendono sotto i 10 °C, mentre agosto è il mese più caldo con massime intorno ai 31 °C e minime che si aggirano sui 22 °C.
Mediamente cadono circa 650 mm; il mese più piovoso è dicembre, quello più asciutto luglio.

## Storia

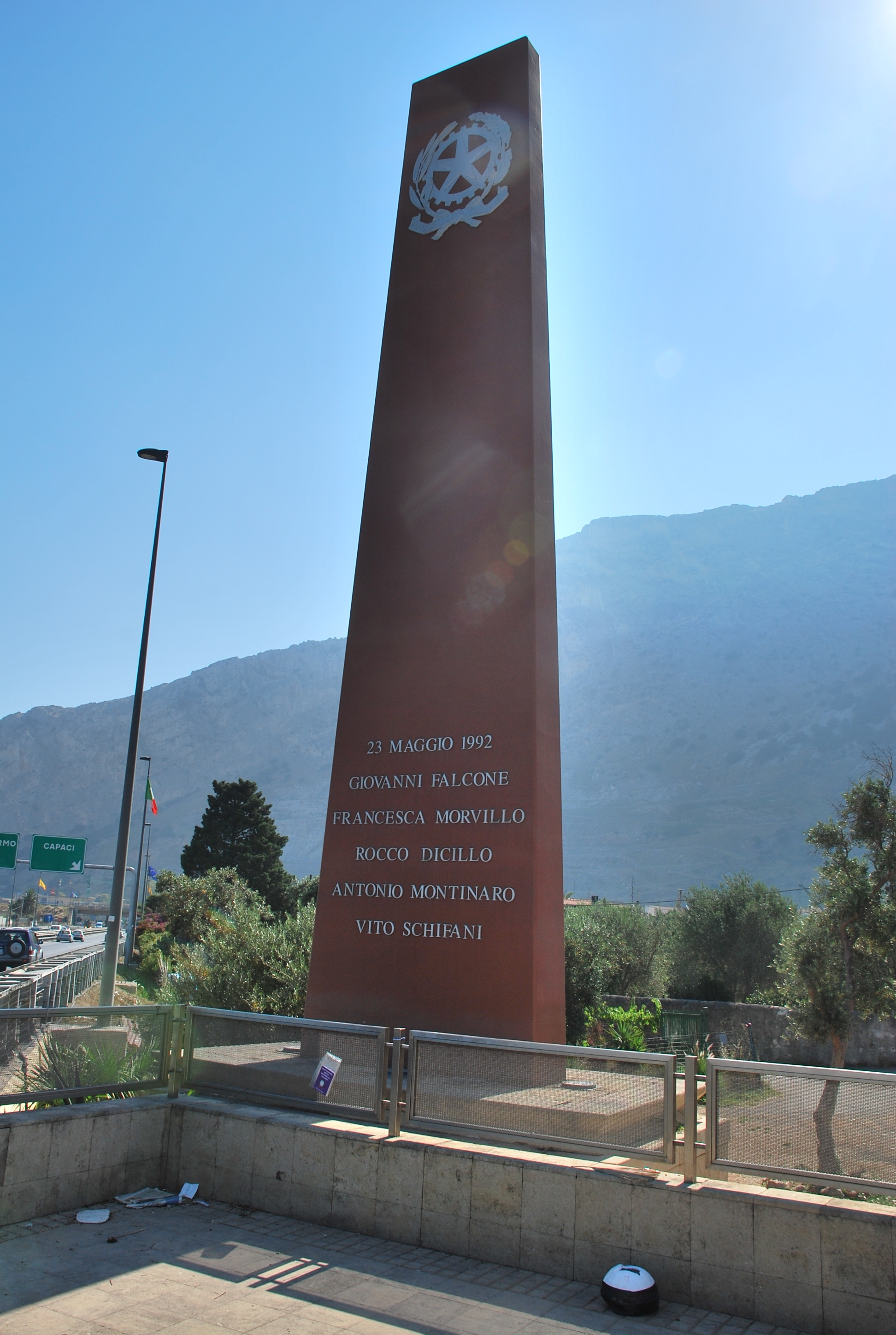
Il monumento a Giovanni Falcone nei pressi dell'autostrada A29

Il comune deve il nome all'isolotto che gli sta di fronte chiamato appunto Isola delle femmine.
Diverse leggende hanno subito il fascino esercitato dalla torre ormai in gran parte diroccata che sovrasta l'isolotto. Quella più conosciuta considera erroneamente la torre come prigione per sole donne.
In realtà il nome italiano di Isola delle femmine è uno di quei casi in cui il processo di italianizzazione ha trasposto negli annali un toponimo erroneo, assunto sulla base di considerazioni sommarie e semplificatorie della fonologia e della semantica siciliane. In precedenza, l'antico nome dell'isolotto sarebbe stato infatti "ìsula [di] Fimi", volgarizzazione siciliana derivante da un supposto precedente latino di īnsula Euphēmī, dal nome del generale Eufemio da Messina, governatore bizantino della Sicilia. La fonologia siciliana risponde con coerenza ad un'aferesi di questo tipo, che rispetto a un originario *Eufimiu predilige il più semplice Fimi. L'errore quindi avrebbe trasportato l'iniziale Fimi siciliano in un successivo e, italianamente, maggiormente intelligibile fìmmini, che in siciliano viene correntemente usato per riferirsi alle donne. Ecco che così a livello topografico ci si ritrova in Sicilia una curiosa località che è nota come Isola delle Femmine (o in siciliano Ìsula dî Fìmmini), il cui nome è percepito senz'altro in maniera più armoniosa di una incomprensibile isola Fimi o di Eufemio. Anche l'etimologia di Calatafimi sembrerebbe rimandare a questa stessa origine.
Un'altra ipotesi sostiene l'origine del toponimo nel termine arabo فَم ("fam") che annovera tra i suoi significati quelli di "bocca, orifizio, apertura, foro, sfiato" ma soprattutto quello che appare più coerente su di un piano topografico e cioè "foce (di fiume)", che finirebbe quindi per descrivere lo stretto canale che separa l'isola dalla costa.
Tale interpretazione è utilizzata dal sito web ufficiale del Comune di "Isola delle Femmine", per come qui trascritto:
(Comune di Isola delle Femmine)

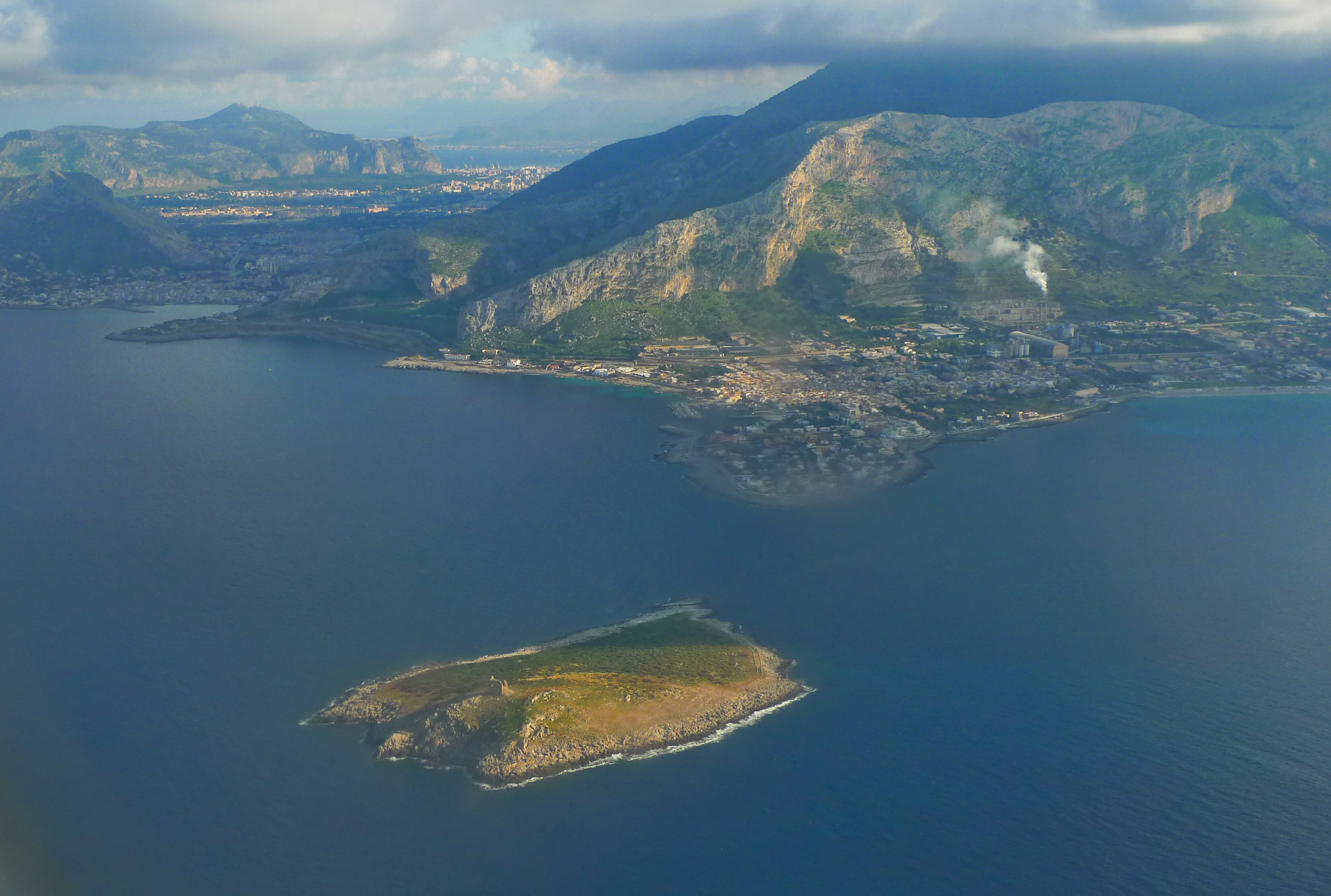
L'isola delle Femmine, vista da nord

Sia la torre sulla terraferma, detta Torre di dentro, sia quella sull'isolotto, detta Torre di fuori, facevano parte del sistema di avviso delle Torri costiere della Sicilia. Quella sulla terraferma è sicuramente la più antica, di forma circolare; la tipologia del manufatto la fa risalire a quelle coeve di Capo Mongerbino e di Capo Rama, probabilmente costruite nel '400 al tempo del re Aragonese Martino il giovane. Quella sull'isolotto è invece di tipologia riconducibile all'architetto fiorentino Camillo Camilliani, molto più noto per essere stato l'artefice della Fontana Pretoria a Palermo.
Attualmente l'isola è una riserva naturale orientata (vedi: Riserva naturale orientata Isola delle Femmine) gestita dalla LIPU.
Nel settembre del 2017, l'isolotto è stato messo in vendita da un'agenzia immobiliare per conto degli eredi di Rosolino Pilo, che si dichiarano proprietari dell'isola fin dal XVII secolo, la richiesta è stata di 3 500 000 euro.

### Leggende
Diverse sono le versioni cui le tradizioni popolari attribuiscono il nome dell'isola.
Si narra che il bellissimo isolotto denominato "Isola delle femmine" fosse stato un tempo una prigione occupata solo ed esclusivamente da donne. Tredici fanciulle turche, essendosi macchiate di gravi colpe, furono dai loro congiunti imbarcate su una nave priva di nocchiero e lasciate alla deriva. Vagarono per giorni e giorni in balìa dei venti e delle onde finché una tempesta scaraventò l'imbarcazione su un isolotto nella baia di Carini. Qui vissero sole per sette lunghi anni fin quando i parenti, pentitisi della loro azione, le ritrovarono dopo molte ricerche. Le famiglie così riunite decisero di non fare più ritorno in patria e di stabilirsi sulla terraferma. Fondarono quindi una cittadina che in ricordo della pace fatta, chiamarono Capaci (da "Cca-paci" ovvero: qui la pace) e battezzarono l'isolotto sul quale avevano dimorato le donne "Isola delle Femmine". Una testimonianza di Plinio il Giovane in una lettera indirizzata a Traiano, considera l'isola residenza di fanciulle bellissime che si offrivano in premio al vincitore della battaglia.

### Simboli
Lo stemma e il gonfalone sono stati concessi con DPR del 2 aprile 1990.
Nello stemma comunale è raffigurata una torre d'argento su sfondo d'azzurro, merlata alla guelfa, fondata sulla pianura di verde e accompagnata, in capo, da un tortello di rosso, posto al centro, e da quattro bisanti d'oro, ordinati in fascia. Il gonfalone è un drappo rettangolare partito di bianco e di rosso.

## Società

### Evoluzione demografica
Abitanti censiti

## Cultura

### Media

#### Radio
- Radio Buona Notizia (emittente non più attiva)

## Amministrazione
Di seguito è presentata una tabella relativa alle amministrazioni che si sono succedute in questo comune.
| Periodo          | Periodo          | Primo cittadino                                  | Partito              | Carica                  | Note   |
| ---------------- | ---------------- | ------------------------------------------------ | -------------------- | ----------------------- | ------ |
| 18 maggio 1989   | 1º luglio 1991   | Vincenzo Di Maggio                               | -                    | Sindaco                 | [ 11 ] |
| 1º luglio 1991   | 2 aprile 1992    | Vincenzo Di Maggio                               | lista civica         | Sindaco                 | [ 11 ] |
| 17 aprile 1992   | 15 maggio 1995   | Giuseppe Mannino                                 | Democrazia Cristiana | Sindaco                 | [ 11 ] |
| 16 maggio 1995   | 14 giugno 2004   | Stefano Bologna                                  | lista civica         | Sindaco                 | [ 11 ] |
| 14 giugno 2004   | 8 giugno 2009    | Gaspare Portobello                               | centro-sinistra      | Sindaco                 | [ 11 ] |
| 10 giugno 2009   | 12 novembre 2012 | Gaspare Portobello                               | lista civica         | Sindaco                 | [ 11 ] |
| 12 novembre 2012 | 18 novembre 2014 | Vincenzo Covato, Matilde Mulè, Guglielmo Trovato |                      | Commissari straordinari | [ 11 ] |
| 18 novembre 2014 | 5 ottobre 2020   | Stefano Bologna                                  |                      | Sindaco                 | [ 11 ] |
| 5 ottobre 2020   | In carica        | Orazio Nevoloso                                  |                      | Sindaco                 | [ 11 ] |

### Gemellaggi
- Pittsburg (California)

## Sport

### Calcio
Le principali squadre di calcio di Isola delle femmine sono: l'A.S.D. Città di Isola delle Femmine e l'A.S.D Ezio Roma Calcio Isola.

### Pallavolo
L'unica attuale squadra pallavolistica di Isola delle femmine è l'A.S.D. SportIsola

## Infrastrutture e trasporti
Isola delle Femmine è dotata di una stazione ferroviaria in Via Sicilia, situata sulla Palermo-Trapani, e fermata autobus a Piano Levante appartenente alla linea 628p gestita da AMAT che, a differenza della regolare linea 628, che prosegue solo fino a punta Marconi (Sferracavallo), include anche Isola delle Femmine.